# اندراژ ووار
اندراژ ووار (انگلیسی: Andraž Vehovar؛ زادهٔ ۱ مارس ۱۹۷۲) قایقران کانو اهل اسلوونی است.